# Roger Bannister
Sir Roger Gilbert Bannister, CBE (Harrow, Londen, 23 maart 1929 - Oxford, 3 maart 2018) was een Britse atleet, die bekend werd als de eerste man die de mijl (ca. 1609 m) liep in minder dan vier minuten. Bannister studeerde aan de Universiteit van Oxford en werd later een vooraanstaand neuroloog. Hij nam eenmaal deel aan de Olympische Spelen.

## Loopbaan
In 1952 vertegenwoordigde Roger Bannister zijn land op de Olympische Spelen in Helsinki. Hij nam er deel aan de 1500 m. In deze race, die na een formidabele eindsprint in 3.45,28 werd gewonnen door de Luxemburger Josy Barthel en waarbij de eerste acht lopers allemaal onder het bestaande olympische record bleven, viel Bannister met 3.46,30 net buiten de prijzen.
De historische mijlrace onder de vier minuten vond plaats op 6 mei 1954 op de Iffley Road track in Oxford; Bannisters tijd was 3.59,4. Die race werd de "Miracle Mile" genoemd, omdat sommige kenners dachten dat het fysiek onmogelijk was om een mijl in minder dan vier minuten te lopen. De recordrace werd rechtstreeks uitgezonden op de BBC-radio, verslagen door Harold Abrahams.
Zesenveertig dagen later, op 21 juni, werd Bannisters record al verbeterd door John Landy uit Australië, die in Turku (Finland) de mijl in 3.58,0 aflegde.
Later dat jaar zou Bannister Landy verslaan in hun eerste rechtstreekse duel op de Gemenebestspelen in Vancouver (Canada). In hetzelfde seizoen werd hij op de 1500 m Europees kampioen in Bern (Zwitserland) in 3.43,8.
Na het seizoen 1954 trok Roger Bannister zich terug uit de atletiek om zich toe te leggen op zijn studies geneeskunde; hij zou een carrière van veertig jaar in de neurologie maken en bouwde hierin een vooraanstaande positie op.
Bannister was de eerste sportman die de trofee van "Sportsman of the Year" (sportman van het jaar) kreeg, uitgereikt door het tijdschrift Sports Illustrated.
In 1955 werd hij onderscheiden met de benoeming tot Commandeur in de Orde van het Britse Rijk. In 1975 werd hij voor zijn verdiensten in de geneeskunde geridderd.

## Titels
- Europees kampioen 1500 m - 1954
- Brits kampioen 880 yd - 1952
- Brits kampioen 1 Eng. mijl - 1951, 1953, 1954

## Persoonlijke records
| Onderdeel   | Prestatie | Datum        | Plaats   |
| ----------- | --------- | ------------ | -------- |
| 1500 m      | 3.46,30   | 26 juli 1952 | Helsinki |
| 1 Eng. mijl | 3.58,8    | 1954         |          |

## Palmares

### 800 m
- 1950:  EK - 1.50,7

### 880 yd
- 1952:  Britse (AAA-) kamp. - 1.51,5

### 1500 m
- 1952: 4e OS - 3.46,30
- 1954:  EK - 3.43,8

### 1 Eng. mijl
- 1951:  Britse (AAA-) kamp. - 4.07,8
- 1953:  Britse (AAA-) kamp. - 4.05,2
- 1954:  Britse (AAA-) kamp. - 4.07,6
- 1954:  Gemenebestspelen - 3.58,8

## Onderscheidingen
- Sports Illustrated sporter van het jaar - 1954

- Bibsys: 90225991
- Biblioteca Nacional de España: XX845058
- Bibliothèque nationale de France: cb12339952g (data)
- CiNii: DA02400859
- Gemeinsame Normdatei: 132082438
- World Athletics: 14355337
- International Standard Name Identifier: 0000 0001 0923 9067
- Library of Congress Control Number: n81032785
- Nationale Bibliotheek van Tsjechië: ola2004231444
- Nationale bibliotheek van Australië: 35013281
- Nationale Bibliotheek van Israël: 987007425365605171
- Nederlandse Thesaurus van Auteursnamen: 072505656
- Système universitaire de documentation: 032353545
- Trove: 789869
- Virtual International Authority File: 91244350
- WorldCat: E39PBJc3DHBwp6GYb7yqmcbrv3